# Boardwalk Records
Boardwalk Records fue una compañía discográfica fundada en 1980 por Neil Bogart, después de que PolyGram adquiriese su antiguo sello Casablanca Records. La compañía tuvo un enorme éxito gracias a las grabaciones de Joan Jett antes de que Bogart falleciera de cáncer en 1982. Otros artistas que publicaron con el sello fueron, Curtis Mayfield, Ohio Players, Richard "Dimples" Fields, Chris Christian, Night Ranger, Ringo Starr, Sunrize, Mike Love, Get Wet, Phil Seymour, Tierra, Harry Chapin, así como la banda sonora de la película de 1982, Megaforce.
Chris Christian fue el primer artista en firmar con Boardwalk. A finales de 1981, "I Want You I Need You" alcanzó el puesto 37 de la lista Billboard pop hit. Robert Kardashian, padre de Kim Kardashian, representante de Christian, fue el responsable de la firma del artista con Boardwalk. Un año más tarde, Bogart falleció y el sello cerró.
Boardwalk Records fue rescatada como parte del The Boardwalk Entertainment Group en 2010 por los hijos de Neil Bogart, Evan Kidd Bogart y Timothy Bogart, y su pareja, Gary A. Randall. Los artistas que graban con el sello son ZZ Ward, Wallpaper., Nova Rockafeller y MKTO.